# Cheque escolar
O cheque escolar ou cheque de educação ou cheque-ensino ou voucher escolar é um sistema educativo que consiste na entrega pelo Estado de vales para os pais escolherem uma escola privada para seus filhos. Tem origem nas ideias de Milton Friedman e vem sendo adotado desde os anos 90 por diferentes países.
O esquema de cheque escolar não se confunde com o de escola autónoma, também chamada de charter school. O cheque escolar é um programa de financiamento de uma escola privada pelo Estado aos seus cidadãos. As escolas autónomas são instituições privadas financiadas pelo Estado.

## História

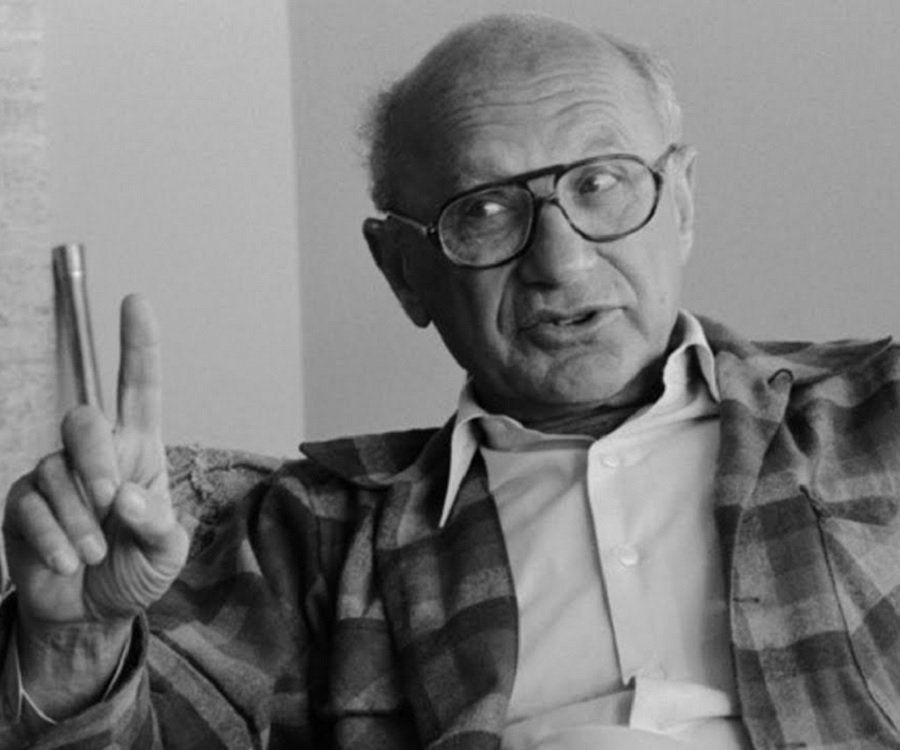
Milton Friedman, o idealizador do sistema

O sistema do cheque escolar tem a sua origem na aplicação das teorias da Escola de Economia de Chicago à política educativa: em vez de utilizar o usuário um determinado serviço público (neste caso, uma escola ou instituto concretos), o Estado entrega-lhe os fundos para que o gaste no serviço que mais lhe convenha (neste caso, a escola ou instituto que haja eleito). Modernamente, o sistema foi sugerido pela primeira vez por Milton Friedman no seu ensaio “O papel do governo na educação” de 1955. Desde então diversos autores retomaram o tema do cheque escolar.

## Definição
O subsídio da demanda por meio de vouchers é uma forma de outorgar maiores possibilidades de escolha aos pais dos alunos. Milton Friedman introduziu  a ideia de se utilizar cupons para promover liberdade das famílias no que se refere à escolha da melhor escola.
Podemos dizer que as características fundamentais de um mecanismo de voucher são as seguintes:
1- Uma autoridade que estabelece requisitos mínimos para participação da escola, fiscaliza a aplicação do programa e cria mecanismos de controle de qualidade;
2- Cada família recebe um vale que só pode ser usado para pagar qualquer escola elegível para receber este subsídio;
3- Escolas são todas privadas;
4- Concorrência garantida pela livre escolha do aluno, que pode a qualquer momento transferir seu voucher para outra escola elegível;
5- Autonomia interna das escolas na utilização dos recursos advindos do voucher;
6- Valor do voucher, geralmente, custo médio de educação por aluno;
Além dessas características essenciais, há quem pondere que a liberação do voucher deve ser compulsória pelo governo, pois havendo atrasos ou inadimplência, o sistema perderia credibilidade. É desejável que o sistema seja aplicado universal e nacionalmente para não provocar situações que ampliam as desigualdades. É necessário também um tempo de adaptação, pois os resultados costumam aparecer a médio prazo.
Por fim, é permitido escolas especiais fora do sistema.

## Vantagens e críticas

### Vantagens
Proponentes da medida alegam que o sistema melhora a qualidade do ensino, diminui a evasão escolar e possuem um custo menor por aluno do que o gasto do governo como prestador da educação. O sistema inibiria as greves puramente políticas de sindicatos que prejudicam o ano letivo dos alunos. Por não contar com estabilidade, os professores ruins também poderiam ser mais facilmente afastados pela pressão dos pais, ou os alunos simplesmente mudarem de escola.

### Críticas
Os críticos da medida acusam-na de segregação do ponto de vista socioeconômico, criando escolas para ricos e escolas para pobres. Tal fenômeno pode ser visto no caso sueco, como admitiu o então ministro da educação do país nórdico, Gustav Fridolin, em 2015: "Em vez de quebrar as diferenças sociais e as diferenças de classe no sistema educacional, hoje temos um sistema que cria uma lacuna maior entre os que têm e os que não têm.". O ministro classificou o programa como um fracasso político. 
Esse sistema vem sofrendo fortes críticas devido à queda de desempenho dos alunos suecos desde que ele foi implementado. Por exemplo, entre 2000 e 2012, as pontuações da Suécia no PISA (Programa Internacional de Avaliação de Estudantes ) caíram mais acentuadamente do que as de qualquer outro país participante .

## Implementação
O cheque escolar já utilizado em diversas parte do mundo, como na Dinamarca, Suécia, Nova Zelândia, Paquistão e Austrália, em cinco regiões italianas e em vários estados dos Estados Unidos. No Reino Unido existiu temporalmente.
Há diferenças na forma como o cheque escolar é aplicado. Existem países em que o programa é executado em larga escala (como no Chile, Dinamarca, Holanda e Nova Zelândia) que englobam países inteiros ou contemplam centenas de milhares de alunos. Existem também programas de pequena escala (diversos distritos e cidades dos Estados Unidos, Colômbia e Índia) que, em geral, se restringem a uma pequena região e são focalizados, isto é, são disponibilizados para alunos pobres ou provenientes de escolas públicas ruins.

### Colômbia
Em novembro de 1991, a Colômbia deu início ao Plan de Ampliación de Cobertura de La Educación Secundaria (PACES). O programa foi voltado apenas aos alunos de baixa renda. O PACES contemplou mais de 125 mil estudantes.
A procura foi tão grande que o governo teve de sorteá-los entre os inscritos no programa. Havia cinco vezes mais candidatos que vales. Como o programa sorteou crianças da mesma classe socioeconômica, foi possível comparar o rendimento escolar das que receberam o vale com o das que não tiveram a mesma oportunidade. Entre os beneficiados, o índice de reprovação foi 5 pontos porcentuais menor. A chance de concluir o ensino básico foi entre 15 e 20 pontos porcentuais mais elevada.
O custo por aluno se mostrou atrativo uma vez que se apresentou menor em termos relativos ao custo por aluno da rede pública. Em 1995, custo médio por aluno do segundo grau na escola pública era de 203,308 pesos, ou seja, cerca de 25% maior que custo do mesmo tipo de aluno usuário do voucher 161,22 pesos. O programa perdeu força a partir de 1995 devido ao atraso do governo no pagamento dos vouchers.

### Chile
O Chile introduziu nacionalmente um amplo programa de vouchers educacionais em 1981. Hoje ele cobre 90% dos estudantes. É o único programa de vouchers educacionais em escala nacional. Mesmo com uma média de gasto por estudante comparável à brasileira, o Chile consegue ter os melhores resultados nos índices educacionais de toda a América Latina.
Os críticos acusam o sistema educacional de segregação do ponto de vista socioeconômico, com escolas para pobres e escolas para ricos. Os defensores do do voucher alegam que o problema está na elaboração de políticas públicas pelo governo e na formação dos professores. Em 2014, a presidente Michelle Bachelet sugeriu o fim do modelo de voucher, mas enfrentou protestos massivos da população.

### Paquistão
No Paquistão o sistema foi implantado em mais de 10 mil escolas da província de Punjab. Avaliação do Banco Mundial em 199 aldeias da região, indicaram um aumento de 30% no rendimento dos alunos atendidos pelo programa.

### Suécia

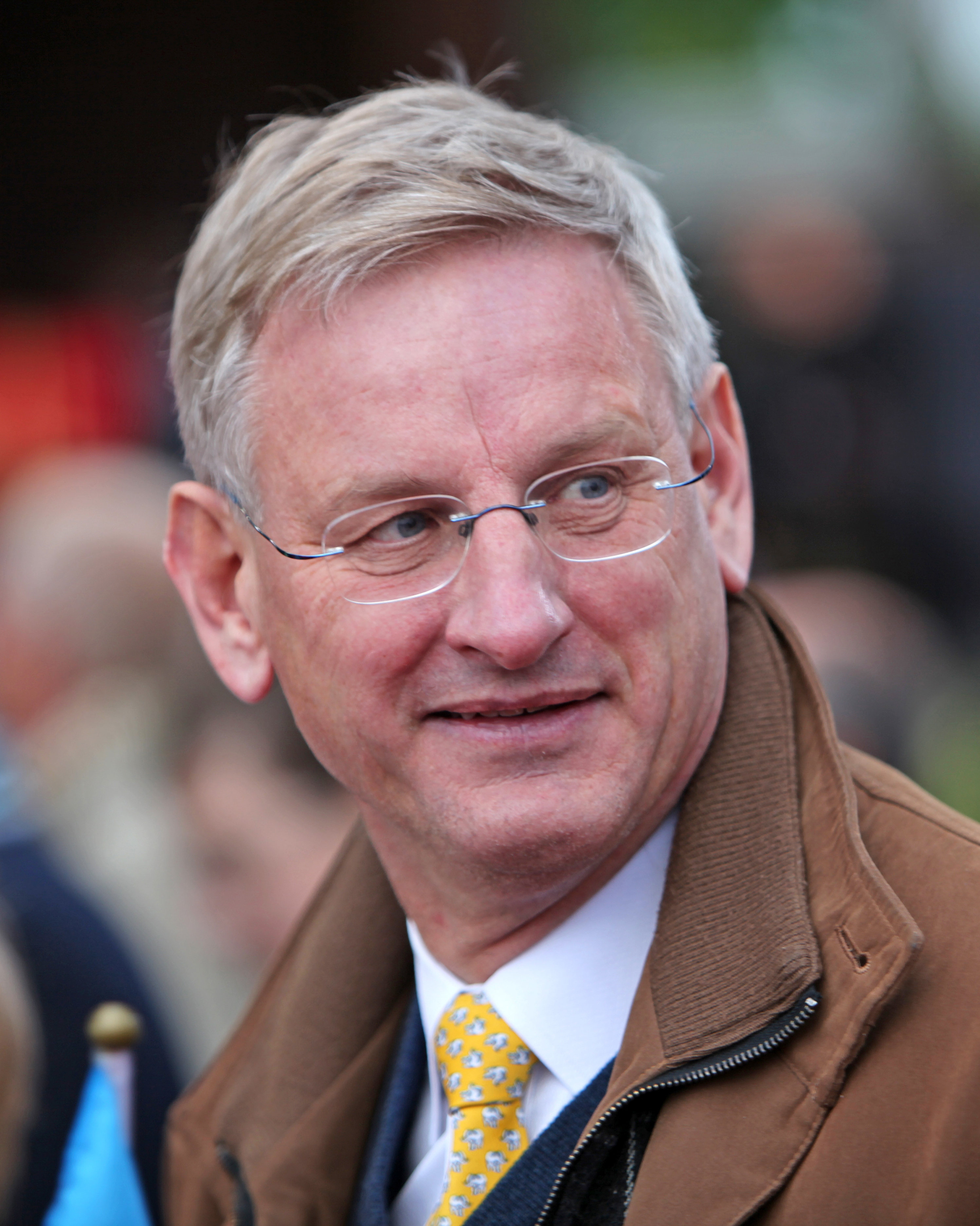
Carl Bildt, o primeiro ministro que implementou o sistema na Suécia em 1992

Em 1992 a Suécia fez uma significativa reforma educacional: passou a responsabilidade pela educação dos estados para os municípios e permitiu que as escolas privadas aprovadas pela Swedish National Agency for Education (NAE) recebessem vouchers no valor do custo médio por aluno em uma escola pública. Além disso, a verba da rede pública estava atrelada a quantidade de alunos matriculados, ou seja, criou-se um ambiente de competição na busca de estudantes entre escolas públicas e particulares. Cabe ao ministério definir o currículo nacional e verificar a qualidade de todas as escolas, públicas ou privadas.
O sistema vem sofrendo fortes críticas devido à queda de desempenho dos alunos suecos desde que ele foi implementado. Por exemplo, entre 2000 e 2012, as pontuações da Suécia no PISA (Programa Internacional de Avaliação de Estudantes ) caíram mais acentuadamente do que as de qualquer outro país participante, além de agravar as desigualdades sociais no país. O então ministro da educação do país, Gustav Fridolin, em 2015, classificou o programa como um fracasso político.
Conforme estudo da Universidade de Estocolmo, entre os anos de 1988 a 2009, as cidades com uma maior proporção de escolas privadas  obtiveram um aumento no desempenho médio. O programa demonstrou resultados positivos no longo prazo, como melhores notas no ensino médio e mais anos de estudo. Em relação a queda das notas nos exames internacionais, os municípios com maior participação de escolas particulares obtiveram uma redução menor. E esse resultado foi alcançado sem que as escolas particulares precisassem ampliar seus gastos. Um estudo de 2004 conclui que os melhores desempenhos das escolas privadas foi devido à competição.

### Estados Unidos
Nos Estados Unidos, o programa de voucher foi adotado na Flórida pelo governador republicano Jeb Bush em 2001. Em 2017, quase 100.000 estudantes de baixa renda podiam frequentar a escola particular na Flórida sob o programa de voucher (chamado de Tax Credit Scholarship), dos quais 68% eram estudantes negros ou hispânicos. 
Pesquisa do Urban Institute, uma Think tank liberal concluiu que alunos do voucher tinham uma taxa maior de frequência escolar. Além disso, aqueles que ingressaram no programa no ensino fundamental ou médio tinham 11% mais chances de obter um diploma de bacharel do que os estudantes de escola pública. Os pesquisadores observaram que “o impacto estimado no grau de conclusão tende a aumentar com o número de anos de participação da FTC”, indicando que o programa é importante para o sucesso do aluno.

## No Brasil
No Brasil o tema foi considerado "tabu" estando apenas na agenda do candidato à presidência da república em 2018, João Amoêdo do Partido Novo. O ex-ministro da educação, Paulo Renato Costa Souza se manifestou contra a proposta, assim como o Ministério da Educação em 2016.

### Prouni
Matéria da revista Época comparou o Programa Universidade para Todos com o modelo de cheque escolar proposto por Milton Friedman.
O programa concede bolsas de estudo integrais e parciais em cursos de graduação e sequenciais de formação específica, em instituições privadas de ensino superior. O Prouni foi criado pela Lei nº 11.096, de 13 de janeiro de 2005, idealizado por Fernando Haddad, quando este era secretário-executivo do Ministério da Educação, na gestão de Tarso Genro e do presidente Luiz Inácio Lula da Silva. Foi instituído em 2004, a partir do projeto de lei 3.582/2004 encaminhado ao Congresso Nacional. Até 2013, o Prouni permitiu o acesso ao ensino superior à 1,2 milhão de jovens.
O Prouni, no entanto, enfrenta críticas pela  baixa efetividade para a inclusão de jovens de baixa renda no ensino superior, uma vez que ocorreu apenas a compra de vagas ociosas, pelo Estado, da iniciativa privada, e não uma expansão geral de vagas do ensino superior.
Ademais, na proposta original de Milton Friedman, uma característica importante é que o princípio da liberdade de escolha fica centrado no estudante: uma vez contemplado com a bolsa, ele é quem escolhe uma instituição de ensino conforme a sua preferência e, então, se matricula. Dessa forma, estimula-se uma concorrência sadia entre as faculdades pela atração do aluno, o que gera um incentivo ao aumento constante de qualidade das instituições. No modelo em voga, por outro lado, os alunos concorrem a uma bolsa numa faculdade predefinida. O fato da faculdade ser pré-selecionado gerou suspeitas de improbidade, se o programa não estava sendo dirigido a alguns empresários.

## Outras leituras
- Carl, Jim. Freedom of Choice: Vouchers in American Education. (Westport: Praeger, 2011), 264 pp.
- Cecilia Elena, Rouse (2012), «School Vouchers and Student Achievement: Recent Evidence and Remaining Questions», Annual Reviews, Annual Review of Economics, 4: 17–42, doi:10.1146/annurev.economics.050708.143354
- Stiglitz, Joseph E (2000). Economics of the Public Sector 3rd ed. [S.l.]: Stanford University. ISBN 0-393-96651-8
- Hooker, Mark (2009). Freedom of Education: The Dutch Political Battle for State Funding of all Schools both Public and Private (1801–1920). [S.l.: s.n.] ISBN 1-4404-9342-1